# Pierre Montet
Pierre Montet (Villefranche-sur-Saône, 27 de juny de 1885 - París, 18 de juny de 1966) va ser un egiptòleg francès, famós pels seus descobriments a Tanis el 1939.

## Vida

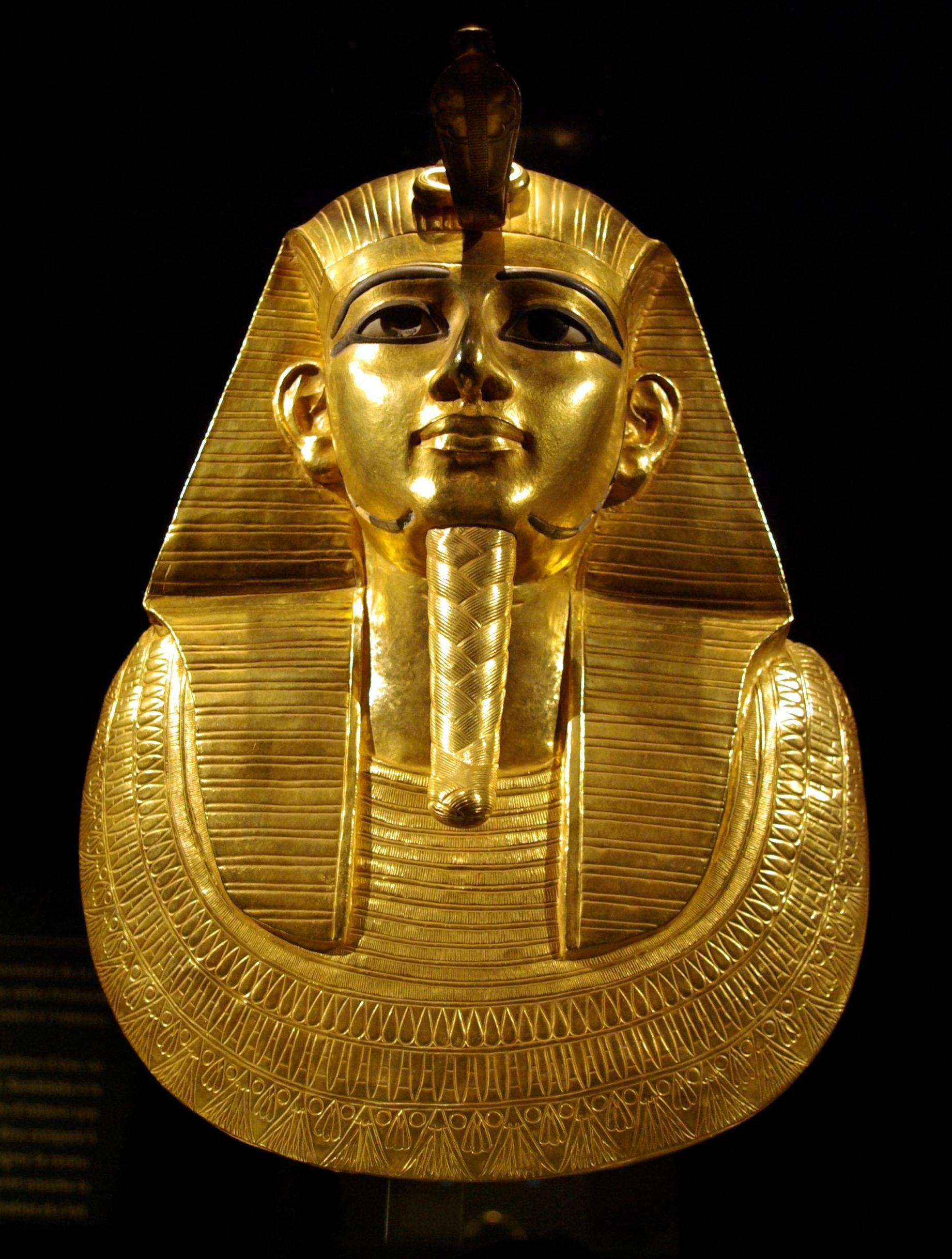
Màscara de Psusennes I.

Va cursar estudis a la Universitat de Lió i va ser deixeble de Victor Loret.
Va treballar a Biblos, Líban, entre 1921 i 1924, excavant les tombes dels governants de l'època del Regne Mitjà. Entre 1929 i 1939, va excavar a Tanis, al Delta del Nil, i va trobar la necròpolis reial de la dinastia XXI i la dinastia XXII, troballes que gairebé van igualar en importància a les de la tomba de Tutankamon, a la Vall dels Reis.
En l'excavació de la temporada 1939-1940, va descobrir les tombes, completament intactes, de tres faraons: Psusennes I, Amenemope, i Sheshonq II més la tomba, parcialment saquejada, de Takelot I, en Tanis, al Baix Egipte. L'última tomba contenia una polsera d'or de Osorkon I, pare de Takelot, així com un escarabeu al costat del cor; també va trobar les tombes, totalment saquejades, d'Osorkon II i el seu fill, el príncep Hornakht.
El començament de la Segona Guerra Mundial i la invasió de França al maig de 1940, va paralitzar tot treball d'excavació a Tanis, però, després de la guerra, Montet va reprendre les seves activitats a Tanis i va aconseguir desenterrar la tomba, intacta, del general Uendyebaendyed, que va servir sota Psusennes I.
Va ser professor d'egiptologia a la Universitat d'Estrasburg, de 1919 a 1948, i al Collège de France de París, entre 1948 i 1956.

## Obres
- Scènes de la vie privée dans les tombeaux égyptiens de l'Ancien Empire, n ° 24, publicació de la Facultat de Lletres d'Estrasburg, París, 1925.
- Byblos et l'Egypte, quatre Campagnes de fouilles à Gebeil, 1921-1922-1923-1924, n ° 11, Bibliothèque archéologique et Historique, Paris, 1928.
- Les nouvelles fouilles de Tanis, n ° 20,publicació de la Facultat de Lletres d'Estrasburg, París, 1933.
- Le drame d'Avaris, P. Geuthner, Paris, 1941.
- Tanis, Douze années de fouilles dans une Capitale oubliée du delta Egyptien, Payot, Paris, 1942.
- La vie quotidienne en Égypte - au temps des Ramsès, Hachette, 1946, Paris.
- Amb A. Lézine, P. Amiet i E. Dhorme, La nécropole royale de Tanis, 1947-1960, en tres grans volums on es descriuen tots els objectes exhumats.
- Isis, ou, A la recherche de l'Égypte ensevelie, Hachette, Paris, 1956.
- Géographie de l'Egypte ancienne, IERE partie, To-mehou, la Basse Eg ypte, Lib. C. Klincksieck, Paris, 1957.
- Lettres de Tanis, 1939-1940, la découverte des Trésors Royaux, Ed du Rocher, Monaco, (pòstuma) 1998.